# 209 (število)

## V matematiki
209 je sestavljeno število, saj ima 4 delitelje (1, 11, 19 in 209).
209 je nezadostno število, saj je vsota njegovih deliteljev 250 in velja, da je < 2n.